# Karel Masopust
Karel Masopust (Prága, 1942. október 4. – 2019. május 25. vagy előtte) olimpiai ezüstérmes csehszlovák válogatott cseh jégkorongozó.

## Pályafutása
1961 és 1963 között a Dukla Jihlava, 1964 és 1970 között a Sparta Praha, 1971 és 1973 között a České Budějovice, 1974–75-ben ismét a Sparta, 1975–76-ban az Ingstav Brno jégkorongozója volt. A Spartával egy csehszlovák bajnoki második és három harmadik helyezést ért el.
Tizenkét alkalommal szerepelt a csehszlovák válogatottban és három gólt szerzett. Tagja volt az 1968-as grenoble-i olimpián ezüstérmes csapatnak.
1993 és 2013 között az amerikai San Jose Sharks európai játékosmegfigyelője volt.

## Sikerei, díjai
- Olimpiai játékok
  - ezüstérmes: 1968, Grenoble